# イトマン
イトマン株式会社は、かつて日本に存在していた総合商社である。1990年までは伊藤萬株式会社と表記した。

## 概要
1883年 (明治16年) 1月2日、伊藤萬助が大阪・心斎橋筋に洋反物の輸入商「羽州屋」（うしゅうや）を構えた。羽州屋高田久右衛門から暖簾分けした、舶来品（唐物）を扱う繊維商店だった。これがイトマンの起源である。羽州屋は国内外への出張販売というと当時としては画期的な販売手法で販路を拡大した。1918年（大正7年）5月、資本金300万円をもって株式会社伊藤萬商店へ改組、1943年5月に伊藤萬株式会社へ商号を変更した。
1919年（大正8年）、初代伊藤萬助の息子である2代目伊藤萬助（卯三郎）が社長になる。その弟の伊藤萬治郎と共に大正末期から昭和初期にかけて「天下のイトマン」といわれるほどの会社となる。
大恐慌の際、危機にあった伊藤萬に融資して経営を支えたのが住友銀行で、以後、伊藤萬と住友銀行は切っても切れない関係が続いた。1933年 (昭和8年) には「伊藤萬ビル」が完成、繊維商社から繊維の総合商社へ脱皮していく。
戦後は織物・繊維製品を中心とした繊維商社として運営し発展を遂げ、実質的に住友銀行の商社部門として機能。2代目伊藤萬助の娘婿の伊藤寛が関西経済同友会の代表幹事になる。1949年12月に大阪証券取引所、1954年6月に東京証券取引所にそれぞれ上場、1956年4月には羊毛輸入商社の吹田商事を吸収合併、1977年7月には安宅産業の繊維貿易部門を譲り受けるなど、事業を拡大していった。
しかし、その後、構造的な繊維不況に加えて1973年（昭和48年）の石油ショックにより、伊藤萬の経営は急激に悪化、自力再建は不可能なところまで追い詰められた。メインバンクの住友銀行（現：三井住友銀行）は、河村良彦常務を伊藤萬の社長に送り出し、4代目社長の伊藤寛は代表権のない会長に退く。河村は社長就任後、従来の繊維商社から総合商社として早々と再建したが、強引なワンマン経営と、河村が進めた多角化経営が裏目に出て1986年 (昭和61年) 9月期の決算で大減収を招き、河村が社長に就任して以降初の大幅減収を出してしまった。
1991年（平成3年）1月1日にイトマン株式会社に商号を変更した。
住友銀行頭取の磯田一郎から平和相互銀行の内紛株買戻しの資金援助要請を受け泥沼に入り込み、平成初期に発覚した一連の伊藤萬事件（イトマン事件）の影響で経営破綻。1993年（平成5年）4月に住金物産（現:日鉄物産）に吸収合併され110年間の歴史に幕が下ろされた。
なお、イトマン由来の日鉄物産の繊維部門は三井物産の子会社と統合、MNインターファッションとして2022年1月に発足している。また、イトマン本社の建屋は解体されて跡地に本町ガーデンシティが2010年6月に建設された。

## かつての提供番組
- JNN報道特集
- サンデーピアス
- JNNおはようニュース&スポーツ（関東ローカル）

※提供クレジットはイトマングループであり、社名変更後はITOMAN GROUPとクレジットされた。